# Julie Adams
Pour les articles homonymes, voir Adams.
Julie Adams (nom de scène de Betty May Adams) est une actrice américaine née le 17 octobre 1926 à Waterloo dans l'Iowa (États-Unis) et morte à Los Angeles le 3 février 2019.

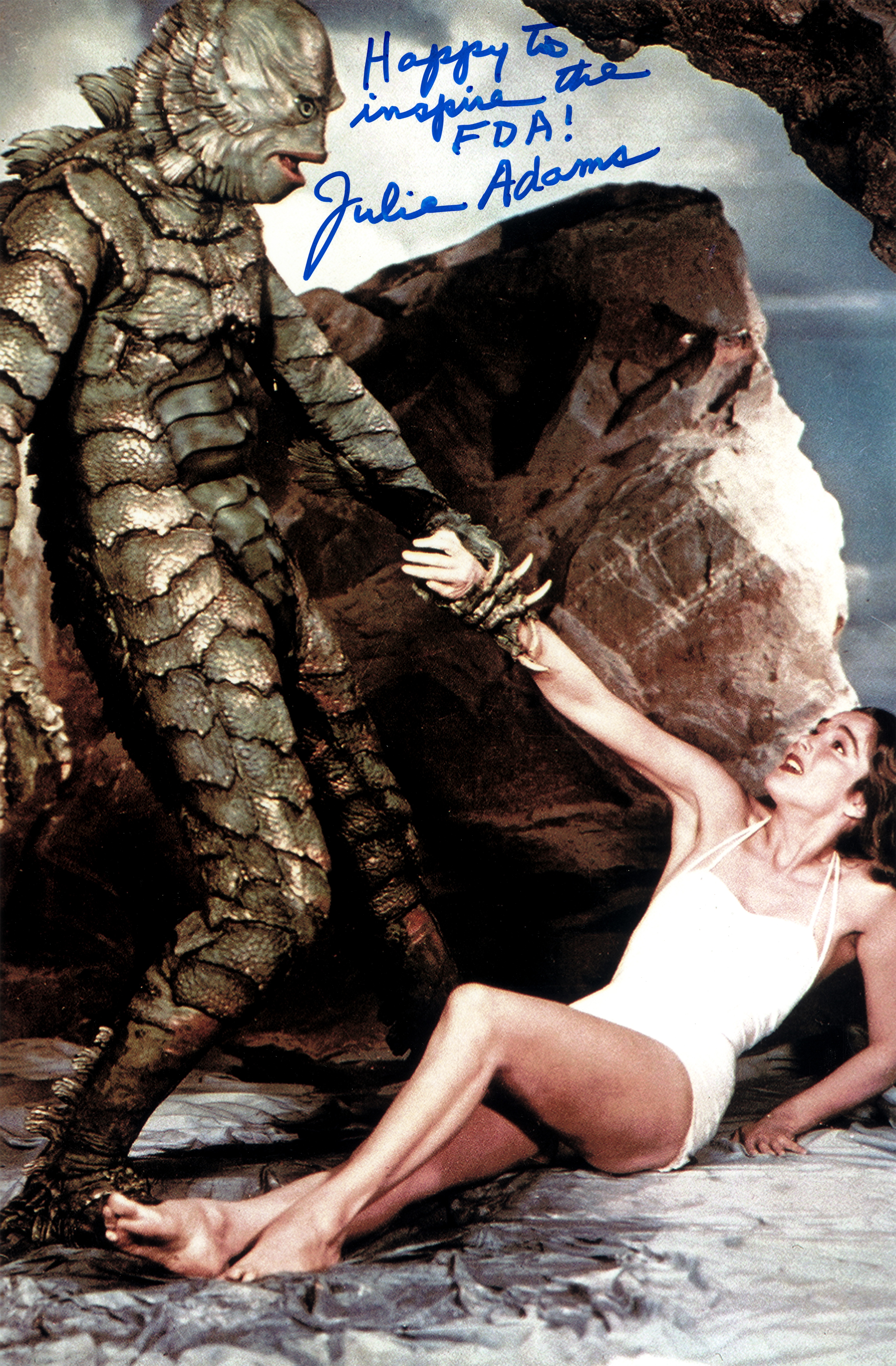
Julie Adams dans L'Étrange Créature du lac noir.

## Biographie
Après son éducation dans l'Arkansas, Julie Adams commence sa carrière sous le nom de Betty Adams et intervient dans des westerns de seconde zone. En 1949, elle commence à travailler pour Universal Pictures, et se fait appeler Julia puis Julie Adams. 
Elle interprète par exemple la baigneuse, Kay Lawrence, dans L'Étrange Créature du lac noir en 1954.
Elle intervient ensuite dans des séries télévisées, telles Maverick, ou Arabesque.

### Vie privée
D'abord mariée au scénariste Leonard Stern de 1951 à 1953, Julie Adams épouse ensuite l'acteur Ray Danton (1954-1981) ; ils auront deux fils : Steven Danton, aussi dans le milieu du cinéma et Mitchell Danton, éditeur.

## Filmographie

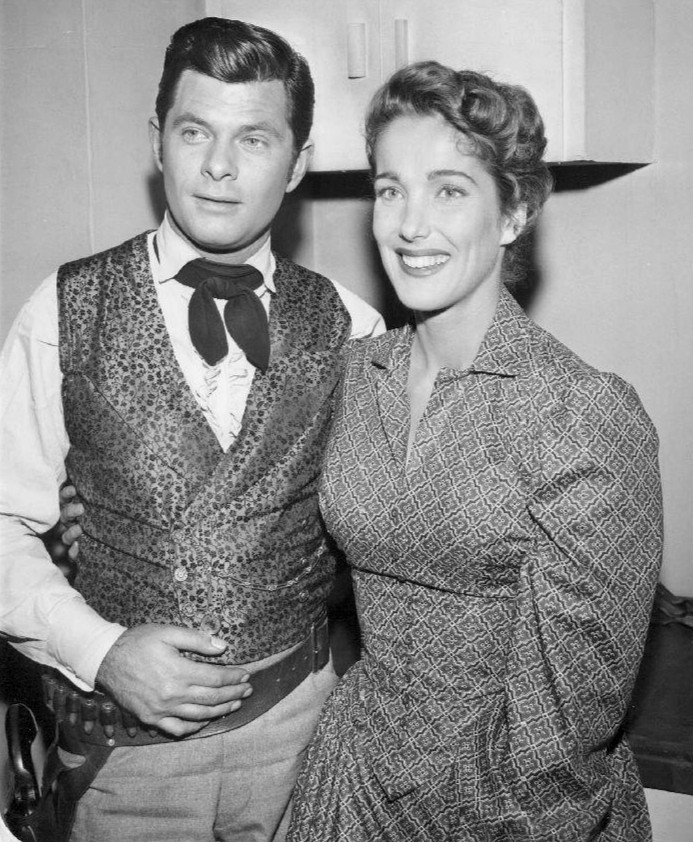
Julie Adams et Dewey Martin en 1959.

- 1949 : L'Ange endiablé (Red, Hot and Blue) de John Farrow : Starlet
- 1949 : The Dalton Gang (en) Ford Beebe : Polly Medford
- 1950 : Hostile Country de Thomas Carr : Ann Green
- 1950 : Marshal of Heldorado de Thomas Carr : Ann
- 1950 : Crooked River de Thomas Carr : Ann Hayden
- 1950 : Colorado Ranger de Thomas Carr : Ann Green
- 1950 : West of the Brazos de Thomas Carr : Ann Greene
- 1950 : Fast on the Draw de Thomas Carr : Ann
- 1951 : Finders Keepers de Frederick de Cordova : Sue Kipps
- 1951 : Hollywood Story (en) de William Castle : Sally Rousseau / Amanda Rousseau
- 1951 : La Nouvelle Aurore (Bright Victory) de Mark Robson : Chris Paterson
- 1952 : Les Affameurs (Bend of the River) de Anthony Mann : Laura Baile
- 1952 : The Treasure of Lost Canyon (en) de Ted Tetzlaff : Myra Wade
- 1952 : Le Traître du Texas (Horizons West), de Budd Boetticher : Lorna Hardin
- 1953 : Victime du destin (The Lawless Breed) de Raoul Walsh : Rosie
- 1953 : The Mississippi Gambler de Rudolph Mate: Ann Conant
- 1953 : Le Déserteur de Fort Alamo de Budd Boetticher : Beth Anders
- 1953 : The Stand at Apache River de Lee Sholem : Valerie Kendrick
- 1953 : Révolte au Mexique (Wings of the Hawk) de Budd Boetticher : Raquel Noriega
- 1954 : L'Étrange Créature du lac noir (Creature from the Black Lagoon), de Jack Arnold : Kay Lawrence
- 1954 : Francis Joins the WACS de Arthur Lubin : Capt. Jane Parker
- 1955 : La police était au rendez-vous (Six Bridges to Cross), de Joseph Pevney : Ellen Gallagher
- 1955 : The Looters (it) d'Abner Biberman : Sheryl Gregory
- 1955 : The Private War of Major Benson de Jerry Hopper : Dr. Kay Lambert
- 1955 : Son seul amour (One Desire) de Jerry Hopper : Judith Watrous
- 1956 : Brisants humains (Away All Boats) de Joseph Pevney : Nadine MacDougall
- 1957 : Four Girls in Town de Jack Sher : Kathy Conway
- 1957 : Meurtres sur la dixième avenue de Arnold Laven : Dee Pauley
- 1957 : Slim Carter de Richard Bartlett (en) : Clover Doyle
- 1958 : Tarawa, tête de pont (Tarawa Beachhead) de Paul Wendkos: Ruth Nelson Campbell
- 1959 : Le Shérif aux mains rouges (The Gunfight at Dodge City) de Joseph Newman : Pauline Howard
- 1960 : Raymie de Frank McDonald : Helen
- 1962 : Le Massacre de la colline noire (Gold, Glory and Custer)
- 1962 : The Underwater City de Frank McDonald : Dr. Monica Powers
- 1965 : Chatouille-moi (Tickle Me) de Norman Taurog : Vera Radford
- 1967 : Valley of Mystery (TV) : Joan Simon
- 1968 : Hôpital central (General Hospital) (série télévisée) : Denise Wilton
- 1968 : Mannix S1Ep14 (Un verre de trop / Then The Drink Takes The Man ) (série télévisée)
- 1971 : The Last Movie de Dennis Hopper : Mrs. Anderson
- 1971 : The Trackers (TV) : Dora Paxton
- 1973 : Go Ask Alice (TV) : Dorothy
- 1974 : Un silencieux au bout du canon (McQ) de John Sturges : Elaine Forrester
- 1975 : 'The Wild McCullochs (en) de Max Baer Jr. : Hannah McCulloch
- 1975 : Le Tueur démoniaque (Psychic Killer) de Ray Danton : Dr. Laura Scott
- 1976 : Six Characters in Search of an Author (TV) : la mère
- 1976 : Ordure de flic (The Killer Inside Me) : la mère
- 1978 : Goodbye, Franklin High
- 1978 : The Fifth Floor : Nurse Hannelord
- 1978 : Greatest Heroes of the Bible (feuilleton TV) : reine
- 1981 : Code Red (série télévisée) : Ann Rorchek
- 1983 : Capitol (série télévisée) : Paula Denning
- 1984 : Champions : Emma Hussey
- 1988 : Black Roses : Mrs. Miller
- 1990 : Une trop belle cible (Catchfire) de Dennis Hopper : Martha
- 1993 : La Condamnation de Catherine Dodds (The Conviction of Kitty Dodds) (TV) : Margaret
- 2005 : Lost : femme plus âgée, Amelia (saison 3, épisode 1 : "De l'autre côté")
- 2006 : World Trade Center : grand-mère d'Allison
- 2006 : Cold Case : Affaires classées (saison 4, épisode 6) : Dorothy "Dottie" Mills en 2006